# Észt férfi jégkorong-válogatott
Az észt férfi jégkorong-válogatott Észtország nemzeti csapata, amelyet az Észt Jégkorongszövetség (észtül: Eesti Jäähokiliit) irányít. A válogatott jelenleg az IIHF-világranglista 28. helyén található (2022).
Észtország első mérkőzését 1937-ben játszotta Finnország ellen, majd 1954 és 1991 között az észt játékosok a szovjet válogatott színeiben versenyeztek; Észtország 1991 után a Szovjetunió szétesését követően lett független, ekkor alakult meg újra a válogatott. Először 1993-ban vettek részt a világbajnokságon, ahol a C csoportos vb-re sorolták be őket. A válogatott története során eddig még sosem szerepelt sem A divíziós világbajnokságon, sem téli olimpián. Legjobb világbajnoki helyezésüket 1998-ban érték el, amikor a tizenkilencedik helyen végzett a csapat összesítésben. 2015-től a divízió I/B csoportban szerepelnek.

## Eredmények

### Világbajnokság
- 1993– – nem jutott ki az élvonalbeli világbajnokságra

### Olimpiai játékok
- 1994– – nem jutott ki